# Adalimumab
Adalimumab – lek immunosupresyjny, rekombinowane ludzkie przeciwciało monoklonalne skierowane przeciw TNF-α. Działa selektywnie, inaktywując wspomniany czynnik poprzez bezpośrednie przyłączenie się do niego. Stosowany w leczeniu niektórych zapaleń stawów związanych z procesem autoimmunologicznym, w łuszczycy oraz w chorobie Crohna.

## Mechanizm działania
Adalimumab jest rekombinowanym ludzkim przeciwciałem monoklonalnym klasy IgG1 skierowanym przeciw czynnikowi TNF-α. Wiąże się swoiście z TNF-α i niweluje jego aktywność. Na skutek działania leku dochodzi do hamowania interakcji podjednostki α cząsteczki TNF z receptorami p55 oraz p75 znajdującymi się na powierzchni komórki. Adalimumab moduluje ponadto odpowiedź biologiczną regulowaną normalnie przez TNF w zakresie różnych mechanizmów, między innymi na poziomie cząsteczek adhezji międzykomórkowej odpowiedzialnych za zjawisko migracji leukocytów (cząsteczki ELAM-1, VCAM-1, ICAM-1). W badaniach klinicznych obserwowano zmniejszenie aktywności białka CRP oraz innych wskaźników ostrej fazy stanu zapalnego (OB, IL-6) w surowicy krwi pacjentów z reumatoidalnym zapaleniem stawów leczonych adalimumabem. Stwierdzano także obniżenie stężenia metaloproteinaz macierzy (MMP-1, MMP-3), odpowiedzialnych między innymi za niszczenie chrząstki stawowej u tych chorych. Spadek aktywności CRP obserwowano również u pacjentów z chorobą Crohna.

## Wskazania do stosowania
Adalimumab jest zarejestrowany w leczeniu następujących chorób:
- reumatoidalne zapalenie stawów[7]
- młodzieńcze idiopatyczne zapalenie stawów[1]
- łuszczycowe zapalenie stawów[7]
- zesztywniające zapalenie stawów kręgosłupa[7]
- choroba Crohna[1][8]
- łuszczyca[1]

### Reumatoidalne zapalenie stawów
Lek stosuje się w okresie aktywnej choroby o umiarkowanym lub dużym nasileniu tylko u pacjentów dorosłych, u których nie uzyskano wystarczającej odpowiedzi po zastosowaniu innych leków modyfikujących przebieg choroby, w tym metotreksatu. Ponadto lek jest wykorzystywany w terapii ciężkiej, aktywnej i postępującej postaci choroby u dorosłych dotychczas nie leczonych metotreksatem. W obu przypadkach lek podaje się w skojarzeniu z metotreksatem lub w monoterapii, jeśli metotreksat jest źle tolerowany przez pacjenta lub dalsze jego podawanie mogłoby być szkodliwe.
Skuteczność oraz bezpieczeństwo stosowania adalimumabu w leczeniu reumatoidalnego zapalenia stawów potwierdzono w kilku randomizowanych badaniach klinicznych, które prowadzono metodą podwójnie ślepej próby, z udziałem grup kontrolnych, a więc zgodnie z zasadami EBM (Medycyna oparta na faktach). W badaniu ARMADA obserwowano 271 dorosłych pacjentów z czynnym reumatoidalnym zapaleniem stawów – na podstawie oceny parametrów tzw. skali ACR (liczba bolesnych i opuchniętych stawów, ocena aktywności choroby i dolegliwości bólowych przez lekarza i przez pacjenta, współczynnik niepełnosprawności HAQ oraz wartości CRP) wykazano poprawę u chorych leczonych adalimumabem w porównaniu z placebo. Podobnie w innym badaniu opublikowanym w 2004 roku z udziałem 619 dorosłych chorych z reumatoidalnym zapaleniem stawów leczonych adalimumabem obserwowano poprawę parametrów w skali ACR, opóźnienie rozwoju choroby określane na podstawie zmian radiologicznych oraz poprawę jakości życia. Z kolei w badaniu PREMIER, w którym wzięło udział 799 dorosłych pacjentów z aktywnym wczesnym reumatoidalnym zapaleniem stawów, obserwowano najlepszą odpowiedź na leczenie (na podstawie parametrów skali ACR) u chorych leczonych jednocześnie adalimumabem i metotreksatem (w porównaniu do chorych otrzymujących sam metotreksat lub adalimumab). W badaniu tym obserwowano również poprawę w badaniach radiologicznych oraz polepszenie jakości życia we wspomnianej grupie. Korzystne wyniki leczenia reumatoidalnego zapalenia stawów po zastosowaniu adalimumabu obserwowano także w badaniu STAR.
| Odpowiedź | Placebo + metotreksat | Adalimumab + metotreksat |
| --------- | --------------------- | ------------------------ |
| ACR 20    | 14,5%                 | 67,2%                    |
| ACR 50    | 8,1%                  | 55,2%                    |
| ACR 70    | 4,8%                  | 26,9%                    |

### Młodzieńcze idiopatyczne zapalenie stawów
Adalimumab stosuje się u młodzieży chorej na aktywne młodzieńcze idiopatyczne zapalenie stawów w wieku 13–17 lat. Lek podaje się w skojarzeniu z metotreksatem u chorych, u których nie było wystarczającej odpowiedzi po podaniu leków modyfikujących przebieg choroby. W przypadku nietolernacji metotreksatu bądź przeciwwskazań do jego stosowania, adalimumab można zastosować w monoterapii.
Skuteczność oraz bezpieczeństwo adalimumabu u chorych z młodzieńczym idiopatycznym zapaleniem stawów potwierdzono w randomizowanym badaniu klinicznym z wykorzystaniem metody ślepej próby, przeprowadzanym w wielu ośrodkach. W badaniu wzięło udział 171 dzieci w wieku od 4 do 17 lat.

### Łuszczycowe zapalenie stawów
Adalimumab podaje się w leczeniu aktywnej i postępującej postaci choroby u pacjentów dorosłych, jeśli odpowiedź na stosowane wcześniej leki modyfikujące przebieg choroby jest niewystarczająca.
W badaniu klinicznym ADEPT, z udziałem 313 pacjentów chorych na łuszczycowe zapalenie stawów leczonych adalimumbem, opisywano istotną poprawę parametrów ocenianych w wyżej wspomnianej skali ACR w porównaniu z grupą uczestników badania otrzymujących placebo. Skuteczność adalimumabu w tej chorobie potwierdzono również w innym wieloośrodkowym badaniu z udziałem 100 chorych nadzorowanym przez lekarzy ze Stanford University Medical Center.

### Zesztywniające zapalenie stawów kręgosłupa
Adalimumab podaje się tylko u chorych dorosłych z ciężką postacią choroby, jeśli leczenie standardowe nie przyniosło skutku.
W badaniu z udziałem 315 chorych na zesztywniające zapalenie stawów kręgosłupa, uzyskano wyniki, na podstawie których wykazano istotną poprawę objawów przedmiotowych i podmiotowych choroby u pacjentów leczonych adalimumabem w porównaniu do placebo. Korzystny efekt obserwowano już w drugim tygodniu terapii. W powyższym badaniu wykazano, że leczenie adalimumabem istotnie poprawia jakość życia chorych. Podobne obserwacje poczyniono także w badaniu ATLAS przeprowadzonym w Kanadzie z udziałem 82 dorosłych pacjentów.

### Choroba Crohna
Skuteczność i bezpieczeństwo stosowania adalimuambu obserwowano u pacjentów z chorobą Crohna o umiarkowanym lub ciężkim przebiegu w randomizowanych badaniach klinicznych, przeprowadzonych metodą podwójnie ślepej próby, z kontrolną grupą chorych otrzymującą placebo. W kontekście uzyskania indukcji remisji klinicznej lek kontrolowano w dwóch badaniach. W badaniu CLASSIC I z udziałem 299 pacjentów nie leczonych wcześniej lekami biologicznymi wykazano zwiększenie odsetka uzyskanych remisji w stosunku do grupy otrzymującej placebo. Podobne wyniki uzyskano w badaniu GAIN, w którym wzięło udział 325 ludzi otrzymujących wcześniej infliksymab. W innym badaniu CHARM z udziałem 854 chorych oceniano z kolei utrzymywanie się uzyskanej wcześniej remisji choroby. Stwierdzono zwiększenie odsetka pacjentów, u których utrzymywała się remisja, w grupie leczonej adalimumabem w porównaniu z grupą przyjmującą placebo.
W 2006 roku w wytycznych European Crohn’s and Colitis Organisation (ECCO) umieszczono informację o prawdopodobnym wykorzystaniu terapii adalimumabem u dorosłych osób z chorobą Crohna, u których po początkowej skuteczności leczenia infliksymabem, następuje nawrót choroby. Od tego czasu wskazania do stosowania adalimumabu uległy rozszerzeniu – lek jest zarejestrowany do stosowania u pacjentów z ciężką, aktywną postacią choroby, u których nie uzyskano wystarczającej odpowiedzi na właściwą terapię kortykosteroidami lub lekami immunosupresyjnymi albo u chorych, którzy nie tolerują takiego leczenia bądź jest ono u nich przeciwwskazane. Zaleca się by adalimumab w indukcji terapii był stosowany razem z kortykosteroidami. Lek można podawać też w monoterapii jeśli kortykosteroidy są źle tolerowane przez pacjenta lub podawanie ich nie jest wskazane. W 2009 roku ukazała się praca, której autorzy, oceniając działanie adalimumabu u 3160 pacjentów z chorobą Crohna otrzymujących ten lek w ramach badań klinicznych, uznali, że jest on w tej grupie podobnie bezpieczny jak inne antagonisty TNF-α, a częstość niepożądanych działań adalimumabu podczas 10-letniej obserwacji u tych pacjentów była podobna jak u osób otrzymujących wspomniany lek w związku z innymi zaakceptowanymi wskazaniami.
W Polsce w 2007 roku Narodowy Fundusz Zdrowia wprowadził program terapeutyczny pozwalający na refundację leczenia adalimumabem dorosłych pacjentów z chorobą Crohna.
|                        | Placebo | Adalimumab 40 mg co 2 tygodnie | Adalimumab 40 mg co tydzień |
| ---------------------- | ------- | ------------------------------ | --------------------------- |
| Ocena po 26 tygodniach | 17%     | 40%                            | 47%                         |
| Ocena po 56 tygodniach | 12%     | 36%                            | 41%                         |

### Łuszczyca
Adalimumab badano pod kątem skuteczności i bezpieczeństwa u dorosłych chorych na łuszczycę pospolitą. Opisano wyniki dwóch randomizowanych badań klinicznych z wykorzystaniem metody podwójnie ślepej próby. W trójetapowym badaniu klinicznym III fazy REVEAL wzięło udział 1212 pacjentów i porównywano w nim skuteczność leku w stosunku do placebo. Uzyskano istotną poprawę w grupie chorych otrzymujących adalimumab (ocena między innymi na podstawie wskaźnika PASI i DLQI) po 16 tygodniach leczenia w porównaniu do grupy, której podawano placebo. Z kolei w badaniu CHAMPION, w którym wzięło udział 271 pacjentów z łuszczycą, porównywano skuteczność adalimumabu stosowanego u części badanych w stosunku do grup kontrolnych otrzymujących placebo lub metotreksat. Również w tym badaniu uzyskano lepszą odpowiedź na leczenie adalimumabem (ocena wskaźnika PASI) i poprawę wskaźnika DLQI w porównaniu do grup kontrolnych po 16 tygodniach.
Terapię adalimumabem zaleca się u chorych z umiarkowaną albo ciężką postacią łuszczycy pospolitej, którzy nie odpowiedzieli na innego typu terapię ogólnoustrojową, w tym metotreksat, cyklosporynę lub PUVA albo takie leczenie jest u nich przeciwwskazane bądź źle tolerowane.

### Zastosowania w trakcie badań

#### Wrzodziejące zapalenie jelita grubego
Do leczenia chorych z opornym na standardową terapię wrzodziejącym zapaleniem jelita grubego o ciężkim lub średnio-ciężkim przebiegu, z grupy przeciwciał przeciw TNF-α znajduje zastosowanie infliksymab. Adalimumab był również stosowany w badaniach klinicznych u pacjentów z wrzodziejącym zapaleniem jelita grubego. Stwierdzono jednak, że w przypadku tego leku uzyskuje się mniejsze korzyści terapeutyczne niż u pacjentów z chorobą Crohna otrzymujących podobne dawki. W jednoośrodkowym badaniu z 2010 roku, mimo stwierdzenia nieco mniejszej odpowiedzi na terapię adalimumabem niż infliksymabem zarówno w fazie indukującej, jak i podtrzymującej remisję wrzodziejącego zapalenia jelita grubego, uznano za efektywne działanie obu leków. W 2009 roku opublikowano wyniki badania przeprowadzonego na grupie 20 pacjentów z aktywnym wrzodziejącym zapaleniem jelita grubego, w tym chorych otrzymujących wcześniej infliksymab, na podstawie którego stwierdzono, iż adalimumab jest dobrze tolerowany u chorych z tą jednostką chorobową i wykazuje podobną skuteczność u chorych nieleczonych wcześniej infliksymabem, leczonych tym lekiem bez uzyskania odpowiedzi bądź źle go tolerujących.

## Działania niepożądane
Niekorzystne działania adalimumabu występują z różną częstością. Bardzo często występują infekcje górnych dróg oddechowych. Często pojawiają się zakażenia dolnych dróg oddechowych, grypa, grzybice skóry i błon śluzowych, niedokrwistość, limfopenia, ból i zawroty głowy, kaszel, przekrwienie błony śluzowej nosa, nadciśnienie tętnicze, nudności, biegunka, ból brzucha, nadżerki i owrzodzenia w jamie ustnej, wysypka, świąd, rumień, wypadanie włosów, zapalenie stawów, zmęczenie, hipertransaminazemia. Rzadziej obserwowano posocznicę, zakażenia ran, zakażenia skóry, ropnie, zapalenie tkanki łącznej, czyraki, zanokcicę, stany zapalne w jamie ustnej, zapalenie ucha, zapalenie błony śluzowej żołądka i jelit, drożdżycę, grzybicę pochwy u kobiet, brodawczaka skóry, leukopenię lub neutropenię, leukocytozę, trombocytopenię, limfadenopatię, reakcje alergiczne łącznie z anafilaksją, anoreksję, depresję, bezsenność lub nadmierną senność, migrenę, neuropatie, hipercholsterolemię, hiperurykemię, hiperglikemię i inne zaburzenia.
U pacjentów leczonych adalimumabem opisywano przypadki gruźlicy, a zwłaszcza rozsianej postaci tej choroby. Zwraca się też uwagę na działania niepożądane obserwowane już po wprowadzeniu leku do obrotu oraz w badaniach klinicznych IV fazy: reaktywację wirusowego zapalenia wątroby typu B, choroby demielinizacyjne w tym zapalenie nerwu wzrokowego, śródmiąższowe choroby płuc z uwzględnieniem ich włóknienia, zapalenie naczyń skóry.
W niektórych badaniach klinicznych obserwowano niewielki wzrost zachorowań na nowotwory złośliwe, w tym chłoniaki, w grupie pacjentów leczonych antagonistami TNF-α w porównaniu z grupą kontrolną leczoną placebo. Przypadki te występowały jednak rzadko.

## Przeciwwskazania
Przeciwwskazania do stosowania adalimumabu występują w następujących stanach i schorzeniach:
- nietolerancja któregokolwiek ze składników preparatu, reakcje alergiczne
- aktywna gruźlica
- posocznica
- zakażenia wywołane przez drobnoustroje oportunistyczne
- niewydolność serca klasy III i IV NYHA
- wiek poniżej 18 roku życia.

## Środki ostrożności i interakcje
Pacjenci, u których planowane jest leczenie adalimumabem powinni być poddani przed leczeniem diagnostyce w kierunku gruźlicy. Należy u tych chorych wykonać próbę tuberkulinową oraz badanie zdjęcie rentgenowskie klatki piersiowej. Jednocześnie należy pamiętać o ryzyku fałszywie ujemnych wyników próby tuberkulinowej u ciężko chorych z zaburzeniami odporności. Wykrycie czynnej gruźlicy jest przeciwwskazaniem do włączenia leku, w przypadku postaci utajonej przed włączeniem adalimumabu należy wdrożyć profilaktykę przeciwgruźliczą zgodnie z lokalnym schematem postępowania. Monitorowanie stanu chorego w kierunku wykrycia gruźlicy należy prowadzić przed leczeniem, w jego trakcie oraz 5 miesięcy po jego zakończeniu. Pacjenci powinni być poinformowani, że w przypadku wystąpienia objawów mogących wskazywać na gruźlicę (przewlekły kaszel, stan podgorączkowy, utrata masy ciała), powinni natychmiast zgłosić się do lekarza.
Należy także pamiętać o wykonaniu badań diagnostycznych w przypadku pojawienia się u chorego objawów innego niż gruźlica zakażenia. W przypadku wystąpienia poważnego zakażenia leczenie adalimumabem powinno zostać przerwane do czasu jego wyleczenia.
Zaleca się zachowanie ostrożności w stosowaniu adalimumabu w przypadku pacjentów z chorobami demielinizacyjnymi ośrodkowego układu nerwowego, u osób z niewydolnością serca w stopniu I lub II NYHA, z chorobami układu krwiotwórczego, u pacjentów operowanych, u chorych na nowotwory.
Nie zaleca się stosowania adalimumabu z anakinrą, w związku ze zwiększeniem ryzyka ciężkich zakażeń i neutropenii.

## Stosowanie leku w ciąży
Kategoria B. Nie zaleca się stosowania leku w ciąży. Podczas leczenia i w ciągu 5 miesięcy po jego zakończeniu należy stosować leczenie antykoncepcyjne. W tym czasie pacjentki powinny się także powstrzymać od karmienia piersią.

## Dawkowanie
Lek podaje się tylko metodą iniekcji podskórnej. W reumatoidalnym zapaleniu stawów zaleca się podawanie preparatu w dawce 40 mg co 2 tygodnie, maksymalnie 40 mg co tydzień. W trakcie podawania leku należy kontynuować terapię metotreksatem. W łuszczycowym zapaleniu stawów i zesztywniającym zapaleniu stawów kręgosłupa podaje się 40 mg leku co 2 tygodnie. W ciężkiej chorobie Crohna w celu wywołania indukcji remisji podaje się wstępnie 80 mg adalimumabu i następnie 40 mg po 2 tygodniach, aby uzyskać szybszy efekt można podać 160 mg leku w pierwszym tygodniu terapii i następnie 80 mg po 2 tygodniach. W celu podtrzymania remisji choroby Crohna podaje się 40 mg adalimumabu co 2 tygodnie. W przypadku braku odpowiedzi na leczenie w ciągu 12 tygodni należy rozważyć celowość kontynuacji terapii. Zalecana pierwsza dawka adalimumabu w łuszczycy to 80 mg, a następnie po upływie tygodnia od pierwszej dawki podaje się 40 mg co 2 tygodnie, przy czym po 16 tygodniach w przypadku braku poprawy należy rozważyć sensowność dalszej terapii.

## Historia
Adalimumab po raz pierwszy został zastosowany u pacjentów z umiarkowaną lub ciężką postacią reumatoidalnego zapalenia stawów w roku 2002; następnie zaczęto go wykorzystywać w terapii innych schorzeń reumatycznych. Badania nad adalimumabem w leczeniu RZS trwają od ponad 9 lat. Producent leku podaje, że na świecie tym specyfikiem leczonych było ponad 180 tysięcy osób.

## Preparaty
- Humira[7]